# Estenobionte
Estonobionte é todo organismo que apresenta baixa tolerância a variações nos componentes físicos do meio-ambiente, como o pinguim por exemplo.